# Wat Mahathat (Ayutthaya)
El Wat Mahathat (en tailandés วัดมหาธาตุ พระนครศรีอยุธยา, o Templo de la Gran Reliquia), también llamado Templo Mahathat, es un templo budista en la ciudad de Ayutthaya, en el centro de Tailandia. Se encuentra dentro del Parque histórico de Ayutthaya, sitio declarado Patrimonio de la Humanidad en 1991 por la Unesco.
Existe otro templo con el mismo nombre en el Parque histórico de Sukhothai, en el norte del país.
Al norte del Wat Mahathat, dentro del parque histórico, se encuentra otro templo: el Wat Ratchaburana.

## Historia
El Templo Mahathat está situado al este de la isla de Ayutthaya. Fue un templo que tuvo estatus real y fue considerado el más sagrado durante el reino de Ayutthaya, reino que rigió en Tailandia entre los años 1351 y 1767. Las principales pagodas son Mahathat Chedi y Mahathat Prang, ambas con reliquias de Buda. En un momento de la historia, estos fueron templos donde residió el Supremo Patriarca (jefe de la orden de los monjes budistas en Tailandia).
La Crónica de Ayutthaya cuenta que la construcción del Mahathat Chedi comenzó en 1374 durante el reinado de Boromma Ratchathirat I y se completó bajo el reinado del rey Ramesuan. Las fundaciones de la pagoda se derrumbaron durante el reinado del rey Boromma Ratcha I (o Song Tham), pero fueron posteriormente reconstruidas en 1633 bajo el reinado del rey Prasat Thong. Finalmente, el templo fue destruido y quemado durante la invasión birmana en 1767 y desde entonces ha quedado en ruinas.

## Cabeza de Buda en el árbol

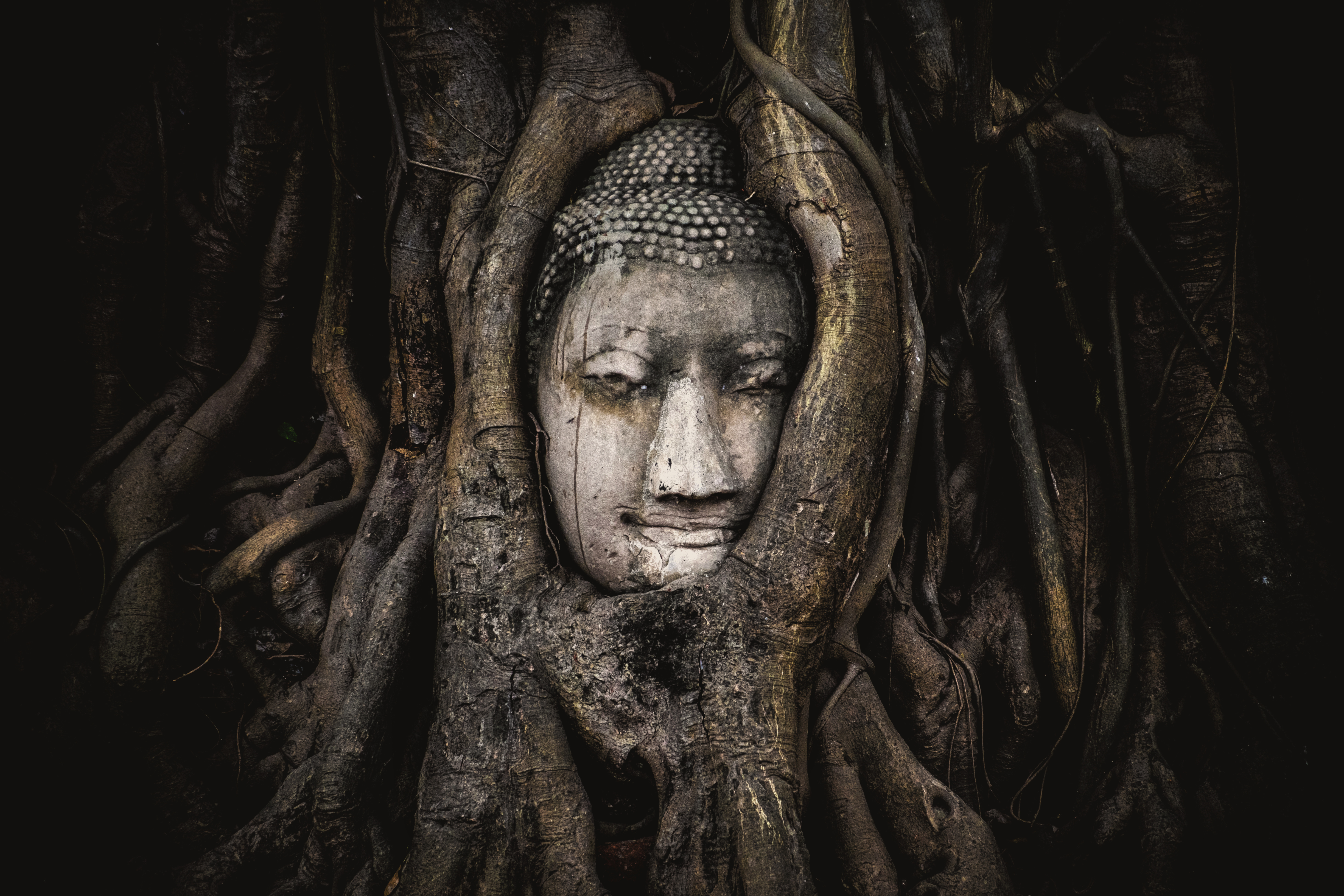
Vista cercana de la cabeza.

Durante la invasión birmana, a muchas estatuas de Buda se les cortaron las cabezas. Una de esas cabezas terminó siglos después en medio de las raíces de una higuera sagrada (Ficus religiosa), un árbol considerado divino por los seguidores del budismo, el hinduismo y el yainismo. Por eso mismo, lleva también el apelativo «árbol de Bodhi», ya que bajo un árbol de esta especie Siddhartha Gautama se sentó a meditar, alcanzando la iluminación espiritual.

## Galería de imágenes

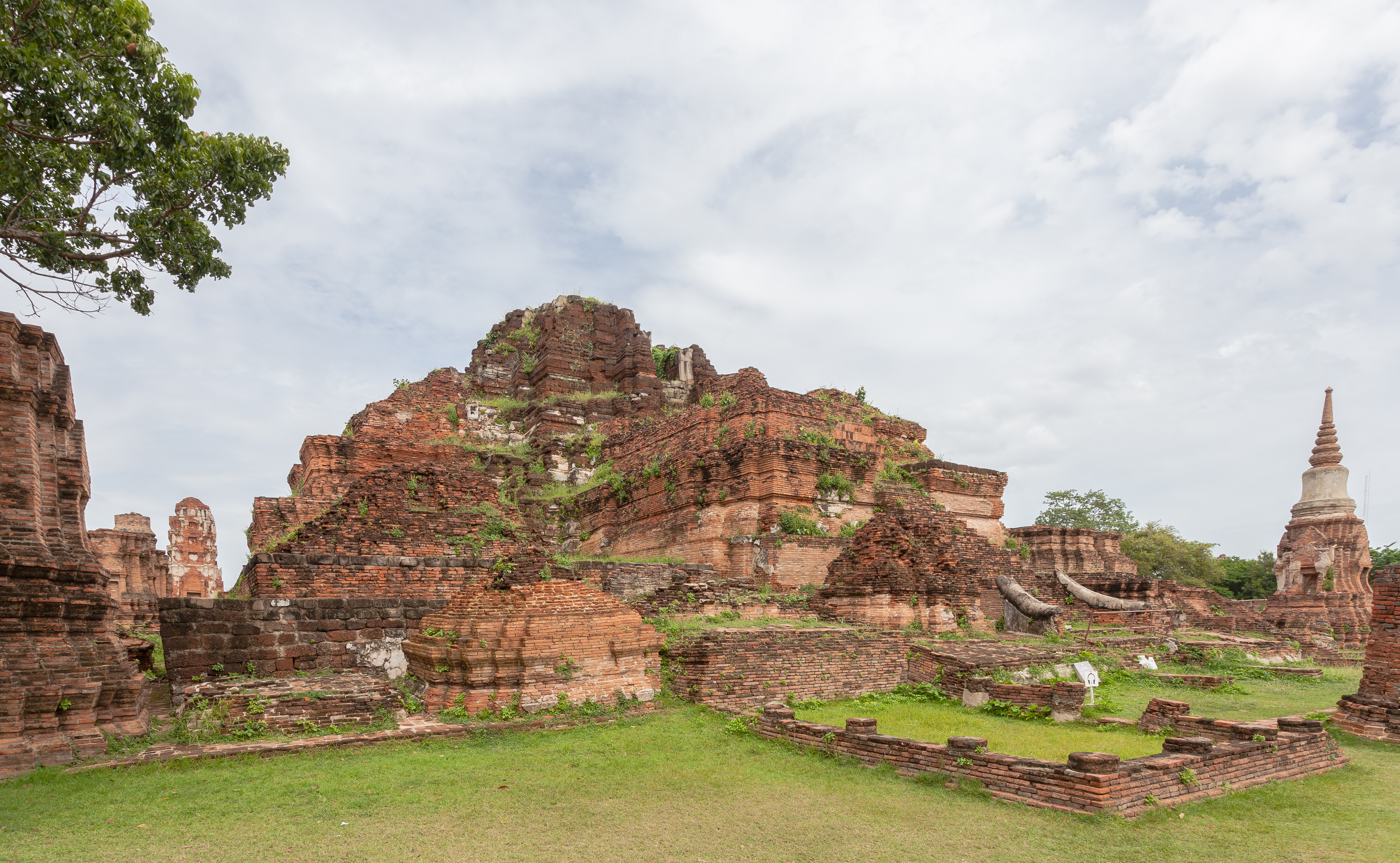
Vista general.
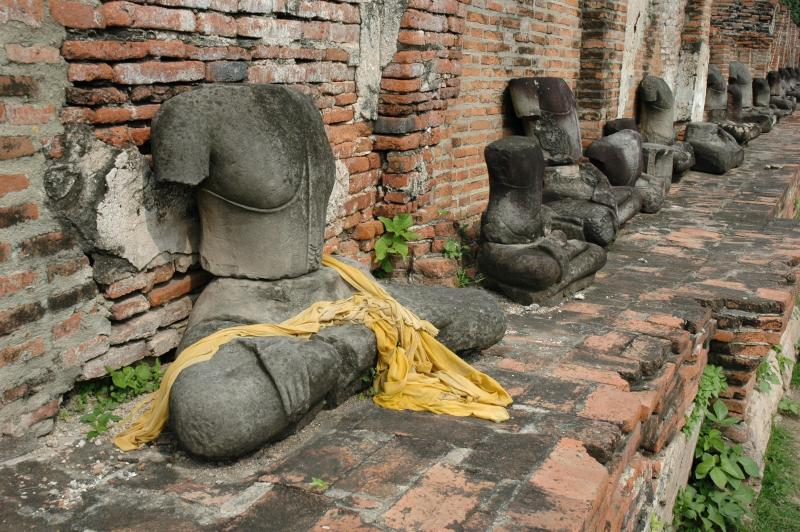
Estatuas de Buda decapitadas durante la invasión birmana.
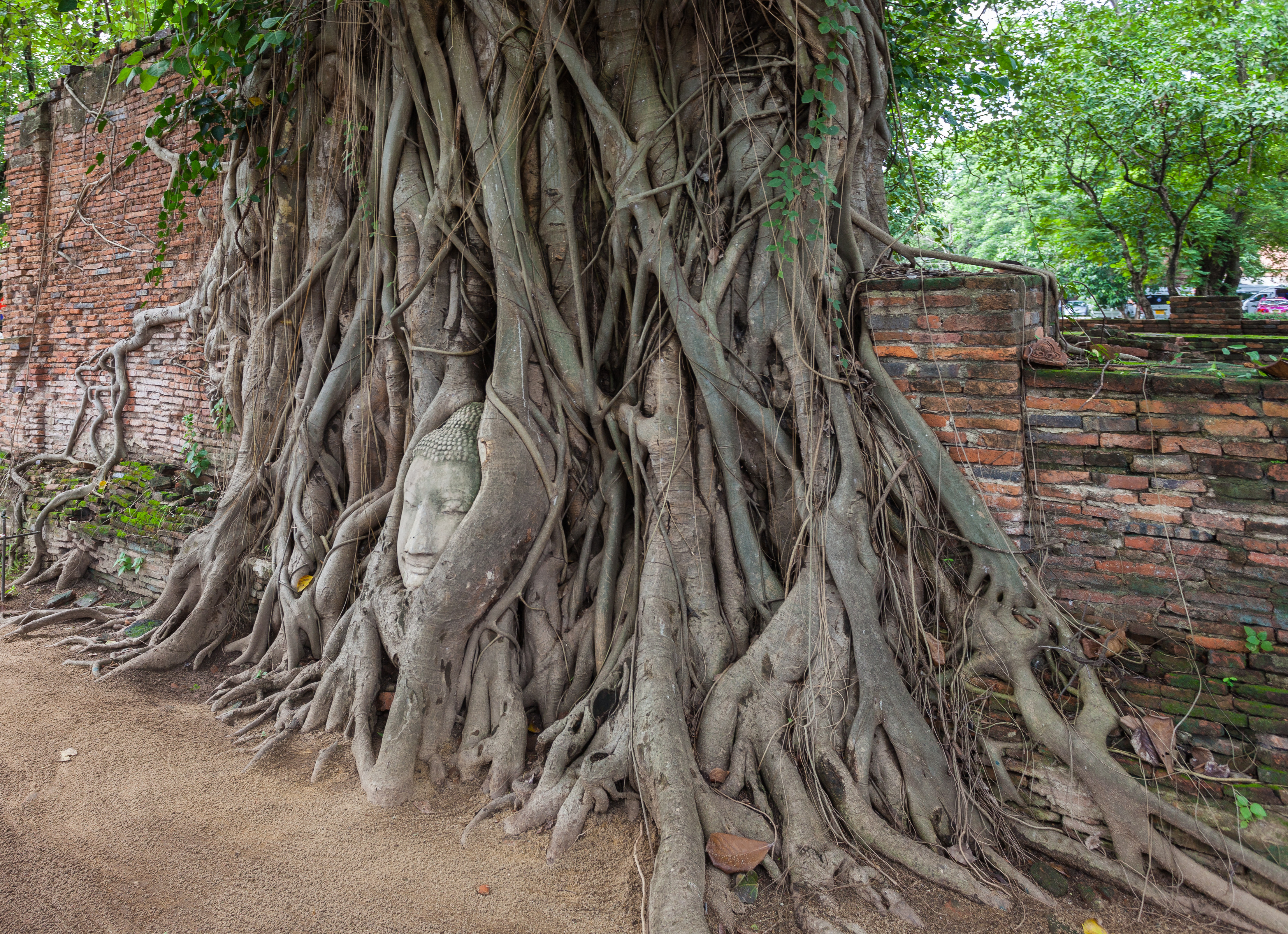
Cabeza de Buda entre las raíces del árbol Ficus religiosa.